# Апеляційний суд Хмельницької області
Апеляційний суд Хмельницької області — колишній загальний суд апеляційної (другої) інстанції, розташований у місті Хмельницькому, юрисдикція якого поширювалася на Хмельницьку область.
Суд здійснював правосуддя до початку роботи Хмельницького апеляційного суду, що відбулося 3 жовтня 2018 року.

## Керівництво
Голова суду — Марцинкевич Анатолій Миколайович (до 2018)
 Заступник голови суду — П'єнта Інна Василівна
 Керівник апарату — Крупельницький Геннадій Мар'янович.

## Показники діяльності у 2015 році
У 2015 році перебувало на розгляді 4036 справ і матеріалів (у тому числі 376 нерозглянутих на початок періоду). Розглянуто 3364 справ і матеріалів.
Кількість скасованих судових рішень — 991 (24.5 %).
Середня кількість розглянутих справ на одного суддю — 185,4.